# Nkomati-Abkommen
Das Nkomati-Abkommen (englisch: Nkomati Accord, portugiesisch: Acordo de Nkomati) war ein am 16. März 1984 unterzeichnetes Friedensabkommen zwischen den Regierungen von Mosambik und der Republik Südafrika. Der Name leitet sich von dem bei der südafrikanischen Kleinstadt Komatipoort verlaufenden Fluss Nkomati ab, wo die Unterzeichnung des Abkommens auf dessen Sandbänken an der gemeinsamen Grenze der beiden Staaten stattfand. Es wurde offiziell als ein Abkommen „der Nichtaggression und der guten Nachbarschaft“ bezeichnet.

## Vertragspartner und Zweck
Die Unterzeichner dieser bilateralen Vereinbarung waren der Präsident von Mosambik, Samora Machel, und Pieter Willem Botha, damals Premierminister von Südafrika. In dem Abkommen verpflichtete sich auf der einen Seite Mosambik, die Unterstützung für im Kampf gegen das südafrikanische Apartheidsystem auch von Mosambik aus aktive Befreiungsbewegungen wie den African National Congress (ANC) oder den Pan Africanist Congress (PAC) einzustellen bzw. den Transfer von Personal oder Militärgütern durch solche über mosambikanisches Territorium zu unterbinden. Auf der anderen Seite verpflichtete sich Südafrika, die Unterstützung der auf mosambikanischem Boden gegen die marxistische FRELIMO-Regierung Mosambiks kämpfenden RENAMO zu beenden.

## Zeremonie
An der Unterzeichnungszeremonie nahmen zahlreiche eingeladene staatliche Repräsentanten aus dem südlichen Afrika teil. Der Kreis der Anwesenden umfasste 1000 Personen. Botswana, Lesotho, Malawi, Sambia, Simbabwe, Swasiland und Tansania waren dabei durch ihre Botschafter in Maputo vertreten. Die Regierungen der USA, von Großbritannien und der BRD sandten Premierminister Botha per Telegramm ihre Glückwunschadressen. Unter den Anwesenden befanden sich ferner Vertreter führender Unternehmen und Oppositionspolitiker. Rádio Moçambique kommentierte die Unterzeichnungszeremonie, sie sei kein „Treffen von Freunden“, aber das von „Realpolitikern“ („realistic leaders“). Samora Machel äußerte einen Tag nach der Unterzeichnung auf einer Großdemonstration im Maputo, dass die wirtschaftlichen Verwüstungen durch die „Rebellen“ im Land der Hintergrund für seine Einwilligung zu diesem Abkommen gewesen seien.

## Kritik
Trotz der wiederholten Aufforderungen von Samora Machel an die Führer der Nationen der Südafrikanischen Entwicklungskonferenz, an der Unterzeichnung teilzunehmen, blieben die benachbarten Staatsoberhäupter dem Ereignis fern, da sie in dem Abkommen eine Kapitulation vor dem Apartheidsregime sahen.
ANC-Vertreter in London kritisierten das Abkommen und sahen in ihm eine Hilfe zur Aufrechterhaltung der weißen Minderheitsherrschaft in Südafrika. Der Pan Africanist Congress erklärte ebenso aus London, dass er sich durch die Vertragsunterzeichnung nicht von seinen Zielen abbringen lassen würde.

## Folgewirkungen
Machel allerdings unternahm nur geringe Anstrengungen, Guerilla-Aktivitäten der ANC-Kämpfer von mosambikanischem Territorium zu unterbinden. Ebenso fuhr die südafrikanische Regierung fort, die Renamo mit Waffenlieferung und anderweitig zu unterstützen und so die Destabilisierung des Nachbarlands voranzutreiben. Südafrika erklärte das Abkommen 1985 aufgrund „mehrerer Verstöße“ offiziell für nichtig. Beide Staaten vereinbarten jedoch am 26. Mai 1988 die Wiederbelebung der Vereinbarung.
Erst das 1992 geschlossene Allgemeine Friedensabkommen von Rom beendete den zwölf Jahre anhaltenden RENAMO-Terror in Mosambik. Zur Friedenssicherung wurde bis 1994 die Operation der Vereinten Nationen in Mosambik, kurz ONUMOZ, eingerichtet.